# Until Death Comes
Until Death Comes är den svenska singer-songwritern Frida Hyvönens debutalbum. Det släpptes i Sverige 2005 på skivbolaget Licking Fingers, och vidare på Secretly Canadian i Europa och USA under 2006. Året därpå släpptes det dessutom på Chapter Music i Australien. Med vissa undantag är albumet producerat av Jari Haapalainen och Hyvönen själv. Mixningen är gjord av Haapalainen och Janne Hansson. En låt från albumet har släppts på singel, I Drive My Friend. Frida Hyvönen blev med albumet nominerad till "årets pop kvinnlig" och "årets nykomling" i 2006 års Grammisgala. 

## Låtlista
1. "I Drive My Friend" - 2:38
2. "Djuna!" - 2:31
3. "Valerie" - 1:29
4. "You Never Got Me Right" - 1:50
5. "Once I Was A Serene Teenage Child" - 2:48
6. "Today, Tuesday" - 5:08
7. "Come Another Night" - 2:02
8. "N.Y." - 4:39
9. "The Modern" - 2:01
10. "Straight Thin Line" - 3:34

## Medverkande
- Frida Hyvönen - Sång, piano, orgel, handklapp och slagverk
- Ellekari Larsson - Kör
- Jon Bergström - Trummor, tamburin och gitarr
- Mattias Areskog - Bas
- Daniel Johansson - Trumpet
- Tomas Hallonsten - Flygelhorn
- Jari Haapalainen - Vibrafon, tamburin och klockspel

## Produktion
Låttitlarna "Djuna!" och "Valerie" är namn tagna från författarna Djuna Barnes respektive Valerie Solanas. 